# Liadotaulius sharategensis
Liadotaulius sharategensis is een fossiele soort schietmot uit de familie Dysoneuridae.